# José Oregón Morales
José Oregón Morales (* 22. Dezember 1949 in Sallqapampa, Provinz Tayacaja, Region Huancavelica, Peru) ist ein peruanischer Schriftsteller, der auf Spanisch und Chanka-Quechua schreibt. Wegen seiner Quechua-Prosa wird er zu den wichtigsten Quechua-Autoren gezählt.

## Leben
José Oregón wuchs im Quechua-Dorf Sallqapampa auf und studierte später Literatur an der Escuela Superior Mixta in Huancavelica.
1984 veröffentlichte er unter dem Titel Kutimanco zwölf Geschichten auf Quechua, die er von seiner Mutter gehört hatte. 1986 erschien von ihm auf Spanisch das Theaterstück El motín (Die Meuterei).
1994 kam sein Buch Loro ccolluchi (Luru qulluchi, Die Bekämpfung der Papageien) mit acht Kurzgeschichten auf Quechua heraus. In den zwei längsten dieser Geschichten setzt sich der Autor mit seinen Erinnerungen an seine Kindheit in Sallqapampa in den Anden auseinander, während die übrigen sechs Erzählungen auf mündlich überlieferten Geschichten beruhen. In Luru qulluchi beschreibt er den Kampf des Dorfes gegen Papageien, die aus dem Osten kamen und den heranreifenden Mais wegfraßen. In Qurilasu im selben Buch schreibt er aus der Perspektive eines Stiers, der einen Stierkampf bestehen muss.
Im spanischsprachigen Roman La casita del cedrón (2011) erzählt er von seiner Mutter Carmela Morales Lazo aus Sallqapampa, die vor ihrem Vater von zu Hause flieht und sich zur Liedautorin und Sängerin, Mitglied der Gruppe Tuky entwickelt.

## Werke

### Theater auf Spanisch
- 1986: El Motín

### Roman auf Spanisch
- 2011: La casita del cedrón

### Erzählungen auf Quechua
- 1984: Kutimanco (zwölf Erzählungen)
- 1994: Loro ccolluchi (Luru qulluchi, “Exterminio de loros y otros cuentos”: acht Erzählungen)